# Berg (Refrath)
Berg war ein Ortsteil auf dem Gebiet des jetzigen Stadtteils Refrath der Stadt Bergisch Gladbach  im Rheinisch-Bergischen Kreis.

## Lage und Beschreibung
Berg war eine Hofschaft nordöstlich von Vürfels. Heute ist dort die Straße Hüttenfeld. Der Wohnplatz fiel nicht wüst, allerdings wurde der Ortsname im späteren 19. Jahrhundert nach dem Wechsel nach Bensberg nicht mehr verwendet.

## Geschichte
Der Ort ist auf der Topographischen Aufnahme der Rheinlande von 1824 als Berg und auf der Preußischen Uraufnahme von 1840 ohne Namen verzeichnet. Ab der Preußischen Neuaufnahme von 1892 ist er auf Messtischblättern regelmäßig als ohne Namen verzeichnet. Berg gehörte ursprünglich zur Gemeinde Gronau in der Bürgermeisterei Gladbach und zum Kirchspiel Gladbach, kam aber durch einen Gebietstausch 1859 schließlich zur Bürgermeisterei Bensberg und zur Pfarre Refrath.
Aufgrund des Köln-Gesetzes wurde die Stadt Bensberg mit Wirkung zum 1. Januar 1975 mit Bergisch Gladbach zur Stadt Bergisch Gladbach zusammengeschlossen. Dabei wurde auch Berg Teil von Bergisch Gladbach. 
| Jahr | Einwohner | Wohn- gebäude | Kategorie | Politische / kirchliche Zugehörigkeit                          |
| ---- | --------- | ------------- | --------- | -------------------------------------------------------------- |
| 1822 | 18        |               | Hofstelle | Bürgermeisterei Gladbach, Kirchspiel Gladbach                  |
| 1830 | 16        |               | Hofstelle | Bürgermeisterei Gladbach, Pfarrgemeinde Gladbach               |
| 1845 | 18        | 3             | Hofstelle | Bürgermeisterei Gladbach, Pfarre Gladbach (Unterpfarre Gronau) |

In späteren Statistiken wurden die Einwohner und Gebäude vermutlich zum Wohnplatz Hüttenstraße, jetzt Hüttenfeld gezählt.